# Потомок белого барса

Кадр из фильма

«Потомок белого барса» (кирг. Ак илбирстин тукуму) — советский двухсерийный художественный фильм-притча, снятый в 1984 году режиссёром Толомушем Океевым на студии «Киргизфильм».
Премьера фильма состоялась в апреле 1985 года.

## Сюжет
Фильм, снятый по мотивам киргизских народных сказаний, повествует о жизни могучего племени охотников Белых барсов. Древние законы Белых барсов запрещали им поднимать руку на кайберена (горная коза). Но однажды молодой вождь Кожожаш нарушил заветы предков. Сама природа начинает жестоко мстить людям племени…

## В ролях
- Догдурбек Кыдыралиев — Кожожаш, вождь племени Белых барсов
- Ашир Чокубаев — Касен
- Алиман Джангорозова — Сайкал
- Марат Жантелиев — Саяк
- Джамал Сейдакматова — Бегаим
- Досхан Жолжаксынов — Мундусбай
- Гульнара Кадралиева — Зулайка
- Акыл Куланбаев — Карыпбай и др.
- Чоробек Думанаев — эпизод

### Съёмочная группа
- Режиссёр: Толомуш Океев
- Сценарист: Мар Байджиев, Толомуш Океев
- Оператор: Нуртай Борбиев
- Композитор: Мурат Бегалиев
- Художник: Алексей Макаров

## Награды
- 1985 — 18 Всесоюзный кинофестиваль (Минск) в программе художественных фильмов: главный приз и диплом — фильму «Потомок Белого Барса».[1]
- 1985 — приз «Серебряный медведь» за «художественное оформление фильма и выдающуюся режиссёрскую разработку» на XXXV Берлинском международном кинофестивале (Западный Берлин).
- 1985 — приз «Серебряный меч» на IV международном кинофестивале в Дамаске (Сирия).